# Sargent (Nebraska)
Pour les articles homonymes, voir Sargent.
Sargent est une ville américaine située dans le Comté de Custer, au Nebraska. Selon le recensement de 2010, sa population est de 525 habitants.